# Beschermde oorsprongsbenaming
De beschermde oorsprongsbenaming (afgekort: BOB) is een reeks Europese verordeningen die streekproducten een bescherming bieden tegen namaak.
De eerste verordening is vastgesteld in 1992. Sindsdien kent de Europese Unie drie beschermingscategorieën voor streekproducten, namelijk:
- de beschermde oorsprongsbenaming (BOB)
- de beschermde geografische aanduiding (BGA)
- de gegarandeerde traditionele specialiteit (GTS).

De verordening is opgevolgd door Verordening (EG) nr. 510/2006 en daarna Verordening (EU) nr. 1151/2012. Deze bracht de voorschriften voor het registreren van producten als BOB, BGA en GTS bijeen in één enkele verordening.
Onder de naam eAmbrosia wordt een register bijgehouden van streekproducten, zowel “beschermde geografische aanduiding als beschermde oorsprongsbenaming, in drie registers: wijnen, landbouwproducten en levensmiddelen, en gedistilleerde dranken.. Op de lijst staan zo'n 600 streekproducten zoals balsamicoazijn uit Modena, Elzasser zuurkool, Kroatische olijfolie en gorgonzola uit het noorden van Italië.
Voor elk beschermd product gelden strenge regels: een vast procedé en een afgebakend gebied waar wordt geproduceerd. De producten worden in principe alleen binnen de EU beschermd tegen namaak, namaak in niet-EU landen is dus niet automatisch verboden. Wereldwijde bescherming ligt moeilijk binnen de Wereldhandelsorganisatie, maar de EU gebruikt handelsakkoorden om in specifieke landen wel lijsten van Europese streekproducten te laten beschermen.
Logo’s van de EU

Beschermde oorsprongsbenaming
Beschermde geografische aanduiding
Gegarandeerde traditionele specialiteit

## Benaming en afkorting in verschillende talen
De benaming en gebruikte afkorting (ook op het label) verschilt per taal. Hieronder is de naam en afkorting in verschillende talen weergegeven.
- Duits geschützte Ursprungsbezeichnung (g.U.)
- Frans Appellation d'Origine Protégée (AOP)
- Grieks Προστατευόμενη ονομασία προέλευσης (ΠΟΠ)
- Italiaans Denominazione di Origine Protetta (DOP)
- Kroatisch Kontroliranim zemljopisnim podrijetlom (KZP)
- Nederlands Beschermde Oorsprongsbenaming (BOB)
- Pools Chroniona Nazwa Pochodzenia (CNP)
- Portugees Denominação de Origem Protegida (DOP)
- Spaans Denominación de Origen Protegida (DOP)
- Engels Protected Designation of Origin (PDO)

## België
In België zijn er 12 producten die specifiek dit label dragen, naast ruim 20 andere streekproducten die voorkomen op de Lijst van geografische aanduidingen (België).
Kazen
- Hervekaas (sinds 1996)

Wijnen
- Côtes de Sambre et Meuse (sinds 2006)
- Crémant de Wallonie (sinds 2009)
- Hagelandse wijn (sinds 2004)
- Haspengouwse wijn (sinds 2004)
- Maasvallei Limburg (sinds 2017, met Nederland)
- Heuvellandse wijn (sinds 2009)
- Vin mousseux de qualité de Wallonie (sinds 2009)
- Vlaamse mousserende kwaliteitswijn (sinds 2009)

Overige
- Beurre d'Ardenne (sinds 1996)
- Vlaams-Brabantse tafeldruif (sinds 2008)
- vlees van het West-Vlaams rood rund (sinds 2017)

## Nederland
In Nederland zijn 13 producten die dit label dragen.
Kazen
- Noord-Hollandse Gouda (sinds 1996)
- Noord-Hollandse Edammer (sinds 1996)
- Boeren Leidse met sleutels (sinds 1997)
- Kanterkaas / Kanternagelkaas / Kanterkomijnekaas (sinds 2000)

Wijnen
- Twente sinds 2024[8]
- Achterhoek-Winterswijk (sinds 2020)[9]
- Ambt-Delden (sinds 2019)
- De Voerendaalse Bergen (sinds 2023)
- Maasvallei Limburg (sinds 2017, met België)
- Mergelland (sinds 2018)
- Oolde (sinds 2018)
- Rivierenland (sinds 2022)
- Vijlen (sinds 2018)

Overige
- Opperdoezer Ronde aardappels (sinds 1996)
- Brabantse Wal-asperges (sinds 2016)
- Limburgse vlaai (sinds 2024)